# Mount Saint Mary's University (Emmitsburg)
La Mount Saint Mary's University è un'università privata di indirizzo cattolico con sede a Emmitsburg, nello stato americano del Maryland.
La parrocchia di Mount Saint Mary fu fondata nel 1805 dal sulpiziano francese John Dubois, futuro vescovo di New York. Nel 1808 i confratelli di Dubois chiusero il loro seminario di Pigeon Hill, in Pennsylvania, e trasferirono i loro studenti a Mount Saint Mary, dando inizio al  Mount Saint Mary's College and Seminary.
Nel 1809 Elizabeth Ann Bayley Seton si stabilì a Mount Saint Mary e vi aprì la Saint Joseph's Academy, per la formazione delle religiose che si preparavano all'insegnamento nelle scuole parrocchiali. Nel 1902 l'istituto divenne il Saint Joseph College, che nel 1973 si fuse con il  Mount Saint Mary's College and Seminary.
L'istituto prese il nome di Mount Saint Mary's University nel 2004.